# 横井伸明
横井 伸明（よこい のぶあき、1970年2月9日 - ）は、日本の男性声優。劇団しゅうくりー夢所属。以前はケッケコーポレーション、オフィス・REN所属。愛知県出身。

## 出演作品

### テレビアニメ
- 猫ラーメン（屋台屋の店主、お客さん）
- COBRA THE ANIMATION（ミノッソス、スリー）

### 吹き替え
- WITHOUT A TRACE/FBI 失踪者を追え! シーズン4、5
- スネークトレイン
- フィレーネのキライなこと
- ヘル・ファイヤー

### ドラマCD
- ボディーガードは愛を継ぐ

### ナレーション
- NTTフレッツ光「Jリーグ編」

### 舞台
- 劇団しゅーくりー夢 1999年以降全公演に出演
- 無頼の女房（劇団シアトリカル･ベース･ワンスモア）
- Twinkle,twinkle,luckystar（劇団シアトリカル･ベース･ワンスモア）
- カッコーの巣の上を（加藤健一事務所）
- コミック･ポテンシャル（加藤健一事務所）
- い･い･ひ･と（にんじんボーン）
- K氏の痙攣（OM-2）
- グッバイ・ジョーカー（Flying Trip、2014年4月4日 - 9日、あうるすぽっと）